# HAZE (映画)
『HAZE』（ヘイズ）は、2006年に公開された日本映画。塚本晋也が監督と主演を務めた。

## 概要
もともとは韓国のインディペンデント映画祭であるチョンジュ映画祭で「三人三色」というプロジェクトの依頼を受け作り上げた25分の作品で、その後、49分のロングバージョンが2005年ロカルノ国際映画祭コンペティション部門に出品された。
狭いコンクリート空間に閉じ込められた男の密室劇を描いており、小型のビデオカメラを駆使し撮影。フィルムで映画を撮り続けてきた塚本晋也が初めてオールデジタル作品に挑んだ。狭い空間の恐怖を描いたスリラー映画だが、この作品を作った塚本自身も閉所恐怖症である。

## キャスト
- 男 - 塚本晋也
- 女 - 藤井かほり
- 若い男 - 村瀬貴洋
- 若い男 - 神高貴宏
- 若い男 - 辻岡正人
- 若い女 - さいとう真央

## スタッフ
- 監督・脚本・製作・撮影監督・美術・編集 - 塚本晋也
- プロデューサー - 塚本晋也・川原伸一
- 制作 - 福山秀美
- 撮影 - 志田貴之
- 音楽 - 石川忠
- 録音 - 加藤大和
- 音響効果 - 北田雅也
- 照明 - 吉田恵輔
- 助監督 - 小出健、安倍雄治
- 配給 - ゼアリズエンタープライズ